# Crataegus anamesa
Crataegus anamesa är en rosväxtart som beskrevs av Charles Sprague Sargent. Crataegus anamesa ingår i hagtornssläktet som ingår i familjen rosväxter. Inga underarter finns listade i Catalogue of Life.